# Cabestana spengleri
Cabestana spengleri, hoặc Spengler's trumpet, là một ốc biển cỡ lớn săn mồi, đôi khi được gọi là một ốc xoắn săn mồi, là động vật thân mềm chân bụng sống ở biển trong họ Ranellidae, một họ thường được gọi là the "tritons". Loài này được đặt tên theo Lorenz Spengler.

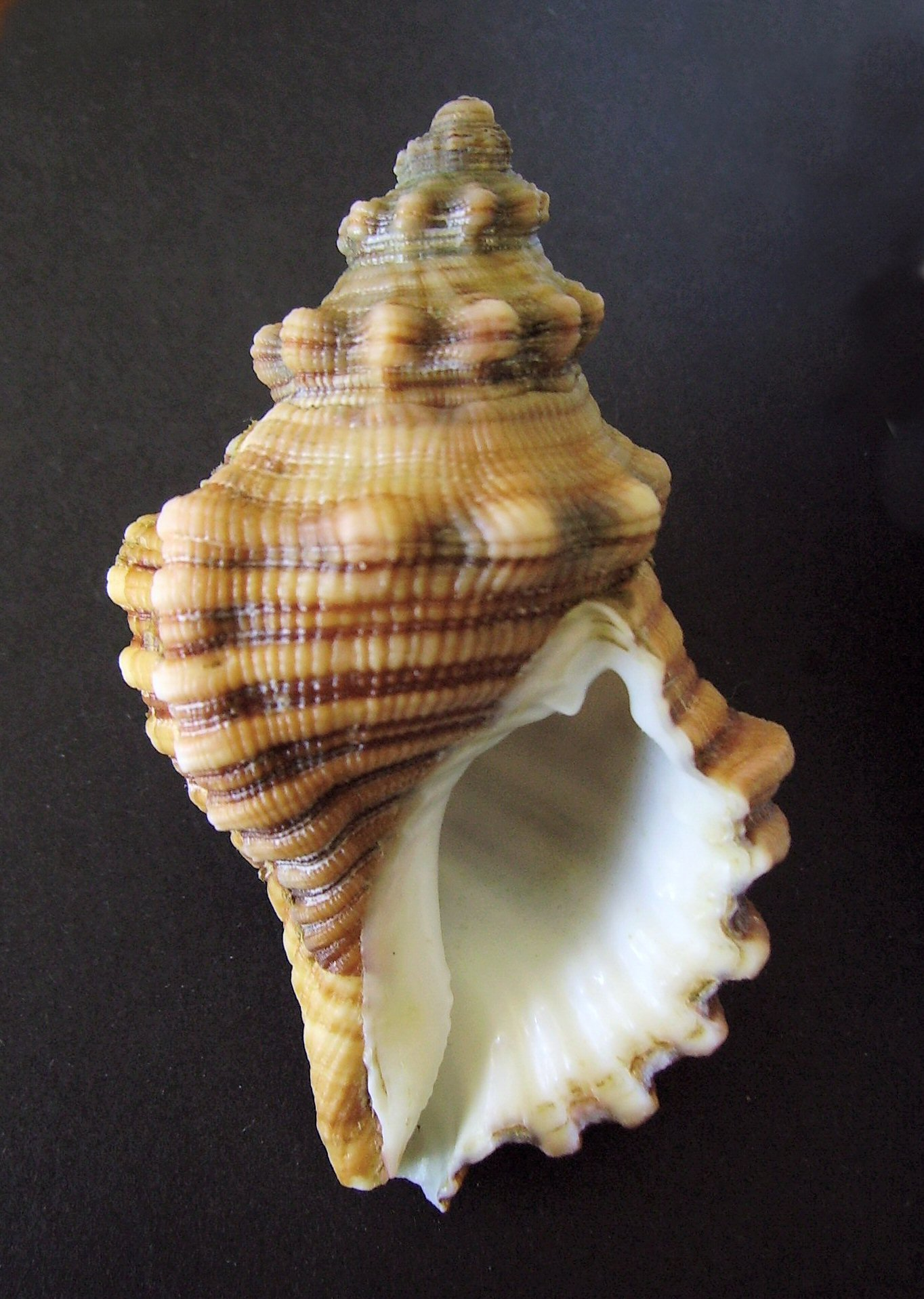
Vỏ ốc Cabestana spengleri

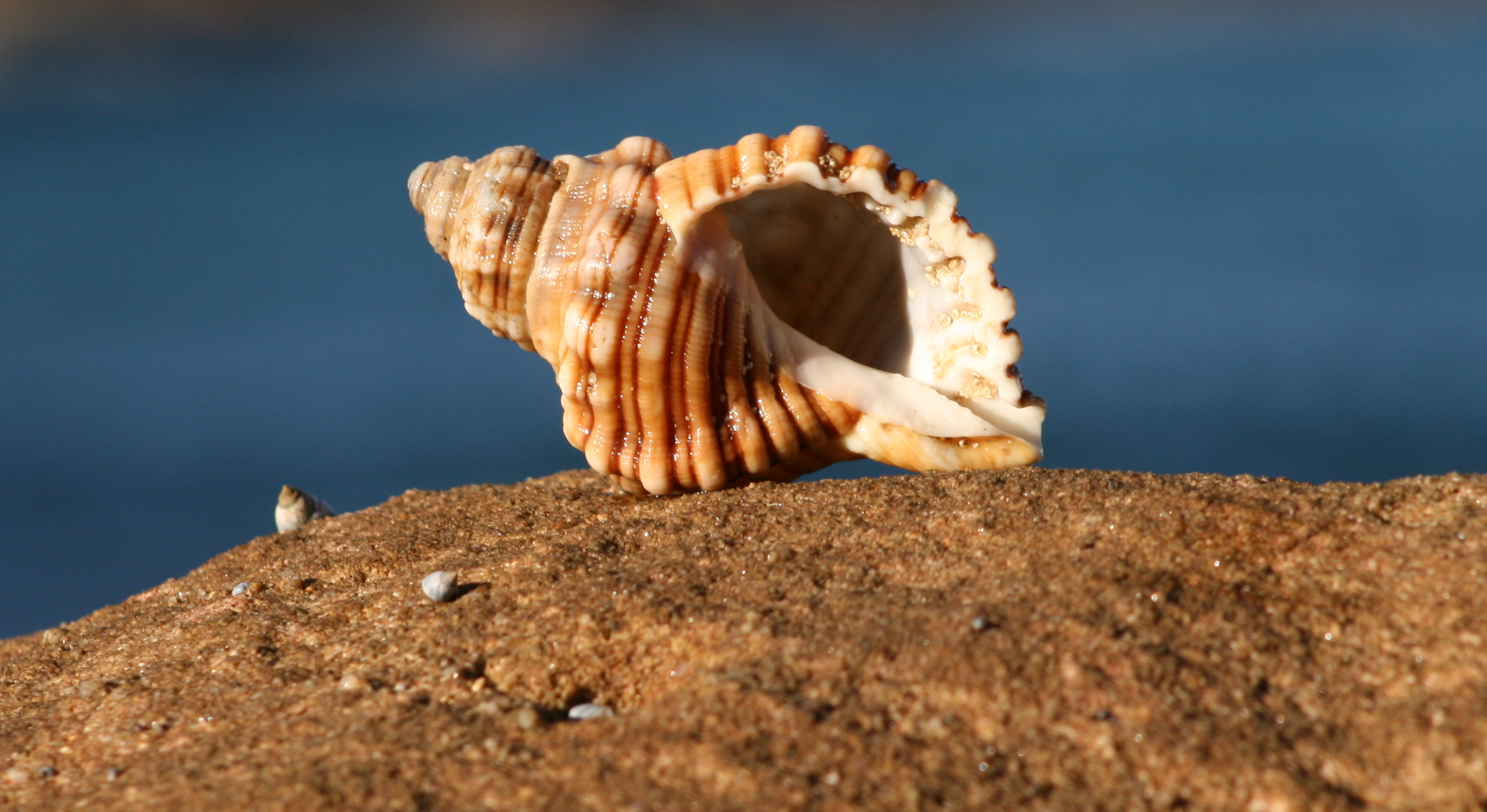
vỏ ốc Cabestana spengleri on the foreshore near MacMasters beach

## Hình ảnh

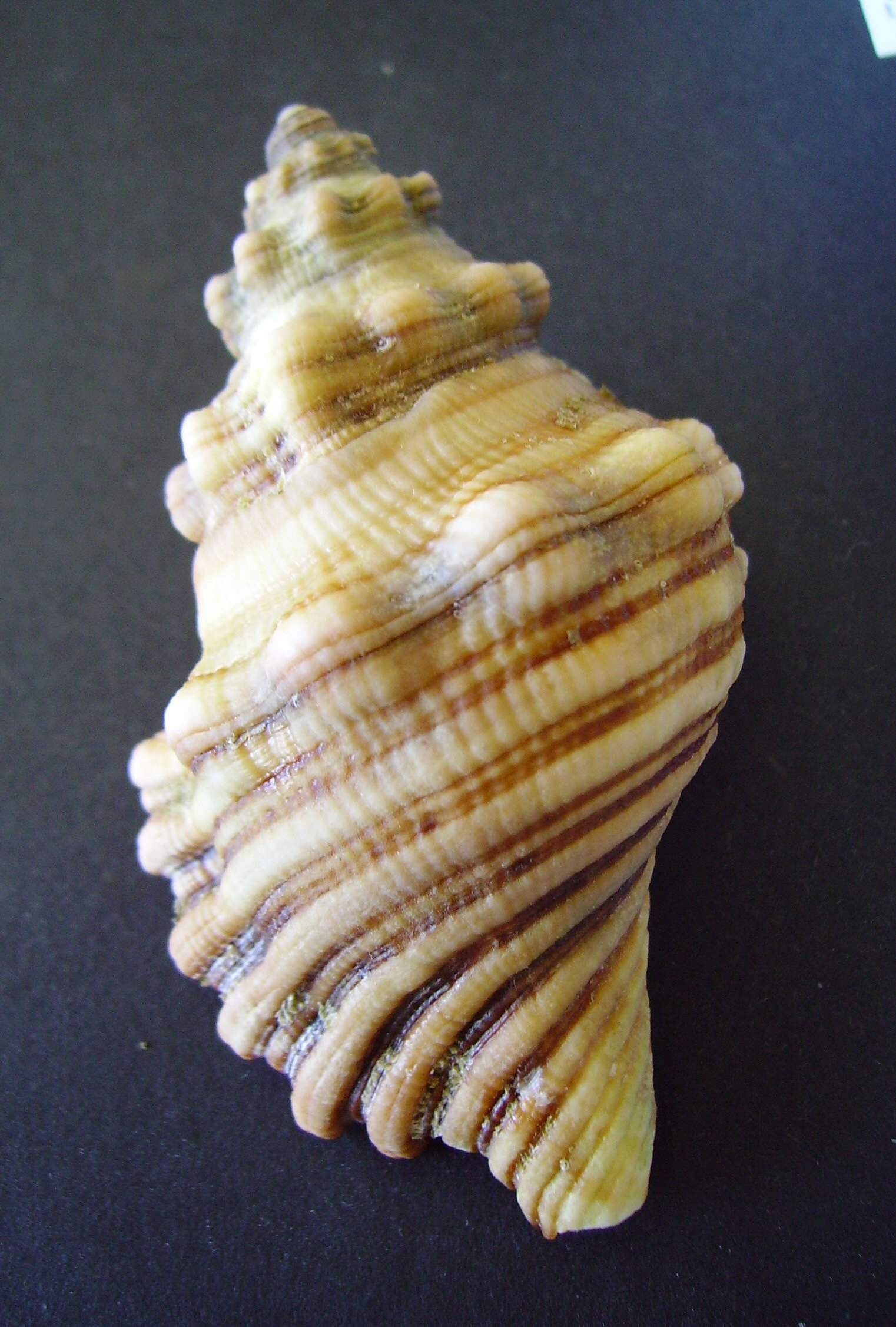